# Girlhood
Girlhood (originaltitel: Bande de filles) är en fransk dramafilm från 2014 med regi och manus av Céline Sciamma.
Filmen visades vid Filmfestivalen i Cannes 2014 där den hade premiär 15 maj. Den 22 oktober 2014 hade den premiär på franska biografer. Vid Stockholms filmfestival samma år vann den Bronshästen.
Girlhood skildrar tonåringen Mariemes hårda tillvaro i en förort till Paris och hur hon tar sig fram tillsammans med sitt gäng bestående av bästa vännerna Lady, Adiatou och Fily.
Som en av få franska filmer med huvudsakligen svarta skådespelare gav filmen upphov till en debatt om representation när den kom. Sciamma, som själv är vit, förklarar i en intervju i The Guardian att ”detta inte är en film om att vara svart i Frankrike – det är min roll. Den handlar snarare om känslan av att inte passa in i den så kallade normen”. Även i sina tidigare filmer ”Tomboy” (2011) och ”Water Lilies” (2008) utforskar Sciamma det normbrytande.   
Enligt forskarna Sandra Ponzanesi och Verena Bergers kategorisering kan filmen ses som en del av en europeisk postkolonial filmtradition. Denna synliggör spåren av ett kolonialt förflutet och på vilket sätt detta tar sig uttryck i sociopolitiska formationer, samt lyfter upp marginaliserade perspektiv för att bredda förståelsen av det samtida Europa.    

## Rollista
- Karidja Touré – Marieme / Vic
- Assa Sylla – Lady
- Lindsay Karamoh – Adiatou
- Mariétou Touré – Fily
- Idrissa Diabaté – Ismaël
- Simina Soumare – Bébé
- Cyril Mendy – Djibril
- Djibril Gueye – Abou
- Binta Diop – Asma
- Chance N'Guessan – Mini
- Rabah Nait Oufella – Kader
- Damien Chapelle – Cédric
- Nina Melo – Caidy
- Elyes Sabyani – Abdel
- Halem El Sabagh – Farida